# Ljubljanica
Die Ljubljanica (deutsch Laibach; italienisch Lubianizza (veralteter)) ist ein unter diesem Namen 41, insgesamt jedoch 85 Kilometer langer Fluss in Slowenien.
Etwa 20 Kilometer seines Verlaufes führen durch unterirdische Karsthöhlen. Die Ljubljanica wird auch „Fluss mit sieben Namen“ genannt, da sich in ihr die Karstflüsse Stržen, Cerknišcica (deutsch Zirknitzbach), Unica (deutsch Unz), Logašcica, Pivka und Rak vereinigen, die jeweils abschnittsweise unter anderem Namen zu Tage treten.

## Ursprung
Sieht man vom unterirdischen Zusammenfluss verschiedener Karstwasser ab, entspringt der Fluss bei Zagradec (deutsch Sagraz) in 550 m Seehöhe, verschwindet bei Postojna in der berühmten Grotte Postojnska jama, erscheint wieder als Unica bei Planina auf inzwischen rund 450 m Seehöhe, verschwindet erneut in Karsthöhlen und erscheint endgültig bei Vrhnika auf etwa 330 m Seehöhe und ab dort nun als Ljubljanica (Laibach).

## Verlauf in Ljubljana
Sloweniens Hauptstadt Ljubljana liegt an dem von ihrem Namen hergeleiteten Gewässer. Die Ljubljanica fließt am südwestlichen Ende des Stadtbezirks Rudnik im Bereich des Laibacher Moors (Ljubljansko barje) in das Stadtgebiet ein. Sie folgt den Grenzen zwischen Rudnik und Vič bzw. Trnovo noch Nordosten, später nach Norden. An der Südspitze des Bezirks Center zweigt nach Nordosten der Gruberkanal ab (Gruberjev Prekop), der die Stadtmitte südöstlich umfließt. Von dort wendet sich die Ljubljanica nach Nordwesten, dann nach Norden. Südlich der Hradecky-Brücke mündet von links die Gradaščica ein. Die Ljubljanica bildet bis zur St.-Jakobs-Brücke die Grenze zwischen den Stadtbezirken Trnovo und Center. Ab da durchfließt sie die Stadtmitte erst in nördlicher Richtung bis zur Trimostovje und wendet sich dann nordwestlich des Burgbergs nach Osten. Westlich der Universitätskliniken fließt das Gewässer in den Bezirk Moste ein und wird ab dem Zufluss des Gruberkanals zur Grenze zwischen den Stadtbezirken Moste und Golovec. Abschließend durchquert der Fluss den Bezirk Polje und mündet an der Stadtgrenze von Ljubljana nördlich von Podgrad in die Save.

## Geschichte
In der Antike hieß der Fluss Emona bzw. Nauportus (altgriechisch Ναύπορτος). Auf dem ca. 20 Kilometer langen Teilstück ab dem Ort Vrhnika und mehreren kleineren Teilstücken im weiteren Verlauf des Flusses wurden in der Vergangenheit tausende Artefakte aus verschiedenen Epochen gefunden. Es wird vermutet, dass der Fluss früher als heilig galt. Die große Vielfalt an Artefakten reicht von Gefäßen aus der frühen Römerzeit (10 v. Chr.) bis zu Überresten von Waffen aus dem 17. Jahrhundert. Viele Artefakte wurden von Hobbytauchern entdeckt und entwendet, wodurch eine abschließende Beurteilung, wie es zur Deponierung im Fluss gekommen ist, erschwert wird. Es könnte sich um Opfergaben für Schlachtensiege handeln.